# بارتلمی شیننیز
بارتلمی شیننیز (متولد ۲۸ فوریه ۱۹۹۸) بازیکن والیبال اهل فرانسه، عضو تیم ملی فرانسه و باشگاه والی کالیپو است.